# 코피노
코피노(Kopino)는 한국 남성과 필리핀 현지 여성 사이에서 태어난 2세를 필리핀에서 이르는 말이다. 코리안(Korean)과 필리피노(Filipino)의 합성어이다.

## 인구
2003년 ~ 2004년에 약 천 명, 2008년 12월 기준으로, 코피노는 한국인이 많이 거주하고 있는 메트로 마닐라 케손시티에만 1,500명 내외, 2011년에 약 1만 명으로 파악되고 있다. 코피노의 아빠는 대개 10대 후반 ~ 20대 초반의 한국 유학생들이다. 2014년 기준으로, 미국 월스트리트저널과 아동성착취반대협회(ECPAT) 등에 따르면 코피노 숫자는 3만 명에 달한다. 2018년에는 4만명이 넘는다고 한다.

## 사회 문제
2007년 기준으로, 미국이나 외국에 비해 물가와 교육비가 싸고 일대일 영어교육이 가능해 영어 연수지로 각광받고 있는 필리핀으로 한해 어학연수를 떠나는 한국 학생들은 한해에만 4만명이 달한다. 가장 큰 탈선의 행위는 불법 성매수이다.
2008년 12월 기준으로, 코피노는 한국인이 많이 거주하고 있는 메트로 마닐라 퀘존시에만 1,500명 내외가 있는 것으로 파악되고 있지만 필리핀 전체적인 현황은 파악조차 되지 않고 있다. 이는 영어를 국어로 사용하는 필리핀을 어학연수 코스로 삼는 한국인들이 많기 때문으로 여기에 국민 대부분이 피임과 낙태를 허용하지 않는 로마 가톨릭 신자인 점도 코피노가 많아진 이유로 꼽힌다.
요미우리 신문은 2008년, '코피노 급증'이란 제목으로 코피노의 생부로서 책임감이 없는 한국 남성들을 비판하는 기사를 싣기도 했다.

## 같이 보기
- 자피노